# Обсерватория Земли Ламонт-Доэрти
Обсерватория Земли Ламонт-Доэрти — исследовательское подразделение Института Земли Колумбийского университета, которое занимается науками о Земле. Расположена на территории кампуса в Палисейдс, штат Нью-Йорк, в 18 милях (29 км) к северу от Манхэттена на реке Гудзон. Была основана в 1949 году как геологическая обсерватория в усадьбе Томаса У. и Флоренс Хаскелл Корлисс Ламонт. Основателем и первым директором Обсерватории был Морис Юинг.
Обсерватория Земли Ламонт-Доэрти является одним из ведущих мировых исследовательских центров, разрабатывающих фундаментальные знания о происхождении, эволюции и будущем природного мира. Более 300 ученых и студентов-исследователей изучают планету от её самых глубоких недр до внешних слоев её атмосферы, на каждом континенте и в каждом океане. От глобального изменения климата до землетрясений, извержений вулканов, невозобновляемых ресурсов, опасностей для окружающей среды и многого другого.
Для поддержки своих исследований и работы более широкого научного сообщества, Lamont-Doherty использует исследовательское судно RV Marcus Langseth, оборудованое для проведения широкого спектра геологических, сейсмологических, океанографических и биологических исследований. В Lamont-Doherty также находится крупнейшая в мире коллекция кернов глубоководных и океанических отложений, а также множество специализированных исследовательских лабораторий.